# Wahlenbergia ericoidella
Wahlenbergia ericoidella là loài thực vật có hoa trong họ Hoa chuông. Loài này được (P.A.Duvign. & Denaeyer) Thulin miêu tả khoa học đầu tiên năm 1975.